# استیون اسندن
استیون اسندن (به انگلیسی: Stephen Snedden) (زاده ۱ ژوئیهٔ ۱۹۷۱) بازیگر آمریکایی است.
از فیلم‌های معروف او می‌توان به بازی در فیلم آنتوان فیشر اشاره کرد.